# Зоби (Тверська область)
Зоби (рос. Зобы) — присілок в Бежецькому районі Тверської області Російської Федерації.
Населення становить 404 особи. Входить до складу муніципального утворення Зобинське сільське поселення.

## Історія
Від 2005 року входить до складу муніципального утворення Зобинське сільське поселення.

## Населення
| 1859 | 1887 | 1919 | 1997 | 2008 | 2010 |
| ---- | ---- | ---- | ---- | ---- | ---- |
| 142  | ↗146 | ↗156 | ↗422 | ↘391 | ↗404 |